# Миддлби, Робби
Роберт Миддлби (англ. Robert Middleby; род. 9 августа 1975, Ньюкасл, Новый Южный Уэльс, Австралия) более известный как Робби Миддлби (англ. Robbie Middleby) — австралийский футболист, защитник. После завершения карьеры футболиста спортивный функционер, был генеральным директором футбольного клуба «Ньюкасл Джетс» до 2015 года. Ранее он выступал за «Сидней», «Ньюкасл Джетс», «Вуллонгонг Вулвз», «Окленд Кингз» и «Ньюкасл Брейкерс». Он выиграл титул чемпиона Австралии в 2001 году в ныне не существующей Национальной футбольной лиге в составе «Вуллонгонг Вулвз», а также титул чемпиона Австралии в А-Лиге в 2006 году с клубом «Сидней», также выступал в Германии в клубе «Юрдинген 05».

## Биография

### Клубная карьера
Во взрослом футболе дебютировал в 1992 году в клубе «Ньюкасл Брейкерс», в которой провел один сезон, следующий сезон провёл «Адамстаун Роузбад».
С 1994 по 1996 год он выступал за «Вуллонгонг Вулвз» в Национальной футбольной лиге, высшем дивизионе страны, а затем перебрался в Германию в клуб «Юрдинген 05».
После Германии отправился в Новую Зеландию, выступал в НСЛ в составе «Окленд Кингз» с 1999 по 2000 год. В следующем сезоне выступал за «Вуллонгонг Вулвз» в составе которого стал чемпионом Австралии. С 2001 года выступал за «Ньюкасл Джетс» до закрытия Национальной футбольной лиги.
В дебютном сезоне А-Лиги выступал в клубе «Сидней», при Пьера Литтбарски сыграл всего 212 минут в 16 матчах, однако клуб стал чемпионом. При тренере Терри Батчере, заменившего Литтбарски, стал регулярно попадать в стартовом составе в сезоне 2006/07. Несмотря на то, что он пропустил часть сезона из-за перелома ключицы после столкновения с защитником «Мельбурн Виктори» Эдрианом Лейером, Миддлби был признан лучшим игроком сезона по признанию одноклубников. Миддлби случайно сломал ребро Дэвиду Бекхэму, когда «Сидней» играл с «Лос-Анджелес Гэлакси» в ноябре 2007 года. Миддлби также забил гол в этом матче.
В ноябре 2008 года Миддлби подписал контракт с «Норт Квинсленд Фьюри». Под руководством тренера Иэна Фергюсона он играл на позиции правого защитника, а также в центре полузащиты. 11 февраля 2010 года он объявил о своем уходе из профессионального футбола по окончании сезона 2009/10. Робби провел свой последний матч против «Голд-Кост Юнайтед», который «Норт Квинсленд Фьюри» выиграл со счетом 2:1.

### Международная карьера
В 1995 году привлекался в состав молодежной сборной Австралии, с которой стал четвертьфиналистом молодежного чемпионата 1995 года в Катаре.
6 июля 2002 года дебютировал в официальных матчах в составе сборной Австралии в матче Кубка наций ОФК 2002 в Новую Зеландии с сборной Вануату. На том турнире сыграл во всех пяти матчах и вместе с командой завоевал «серебро». В дальнейшем за сборную не играл.

## Достижения

### Клубные
- Чемпион Национальной футбольной лиги: (2000/2001)
- Чемпион А-Лиги: (2005/06)
- Победитель Лиги чемпионов ОФК: (2001, 2005)

### Международные
- Чемпион Молодёжного чемпионата ОФК: (1994)
- Серебряный призёр Кубка наций ОФК 2002: (2002)

### Индивидуальные
- Лучший футболист сезона «Сидней» по версии одноклубников: (2006/07)